# Aparejo de gata
En náutica, el aparejo de gata es aquel de bastante resistencia que sirve en los buques que no llevan las anclas en los escobenes para izarlas hasta su varadero o puesto de mar (Ing. Cat's tail).
En los barcos de madera antiguos este aparejo se guarnía entre un cuadernal y las tres cajeras con roldana labradas en el macizo del pescante llamado serviola. En los de hierro se guarne en un pescante que recibe el nombre de pescante de gata;  cuando es sólo para las dos anclas, se denomina grúa de ancla